# Maria Höfl
Maria Höfl ist eine Ortschaft in der Kärntner Marktgemeinde Metnitz mit 10 Einwohnern (Stand 1. Jänner 2024). Die Ortschaft liegt zur Gänze auf dem Gebiet der Katastralgemeinde Grades.

## Lage
Die Ortschaft liegt rechtsseitig im oberen Metnitztal, an den Hängen entlang der Landesstraße L62b westlich der Ortschaft Grades bis zur Filialkirche Maria Höfl.

## Geschichte
Als Teil der Steuer- bzw. Katastralgemeinde Grades wurden die heute als Maria Höfl bezeichneten Häuser im Zuge der Reformen nach der Revolution 1848/49 Teil der Gemeinde Grades. 1973 wurden die Gemeinden Grades und Metnitz zusammengeschlossen, so dass die Ortschaft heute zur Gemeinde Metnitz gehört.

## Bevölkerungsentwicklung
Für die Ortschaft zählte man folgende Einwohnerzahlen:
- 2001: 5 Gebäude, 10 Einwohner[2]
- 2011: 5 Gebäude, 8 Einwohner[3]
- 2021: 4 Gebäude, 10 Einwohner, 4 Haushalte, 3 Arbeitsstätten[4]

## Persönlichkeiten mit Bezug zu Maria Höfl
Die Trauung des Schauspielers und Regisseurs Otto Tressler mit Eleonore Keil von Bündten fand 1914 in der Kirche Maria Höfl statt.